# 天主教萨萨里总教区
天主教萨萨里总教区是罗马天主教在意大利撒丁岛北部设立的一个教区，主教座堂最初设在托雷斯港，1073年升格为总教区。萨萨里总教区是萨萨里教省的中心，该教省还包括天主教阿尔盖罗-博萨教区、天主教奥齐耶里教区和天主教滕皮奥-Ampurias教区。 